# Georges Imann
Georges Gigandet, dit Georges Imann (1889-1977) est un écrivain et journaliste français.

## Biographie
D'origine suisse par son père, Eugène Gigandet (1852-1923), un important industriel basé à Marseille, patron de la maison de négoce Dufay et Gigandet, qui avait épousé Marie Françoise Pierrette Marguerite Ripert, Georges est élève au lycée Henri-IV de Paris puis étudiant en droit. Il effectue ensuite un stage de journalisme à Berlin, y devient correspondant du Temps, puis se trouve à Hambourg au moment du déclenchement de la Première Guerre mondiale, où il est fait prisonnier, avant d'être rapatrié en Suisse,. Après la mort de son père, son frère aîné étant mort pour la France en 1914, il devient administrateur des différentes sociétés du groupe Dufay et Gigandet.
Prenant le pseudonyme de Georges Imann, avec son premier roman, Les Nocturnes, il rate de peu le prix Goncourt de l'année 1921.
Il a vécu durant une partie de la Première Guerre mondiale en Suisse, parmi les réfugiés russes : cette expérience l'inspire pour son roman L'Enjoué publié en 1923.
Durant les années 1920, il contribue au Figaro littéraire et à la Revue des Deux Mondes. Entre 1928 et 1938, il collabore à La Liberté, où il publie des reportages socio-culturels, à Ric et Rac, à la Revue de Paris, à La Revue hebdomadaire et à Candide ; sa réputation, juste avant la guerre, devient celle d'un écrivain très marqué à droite. Il est également conférencier sur des sujets variés comme la politique internationale, la Russie, l'histoire moderne, le cinéma. Dans les années 1950-1960, il écrit pour Historia.
Il est l'auteur de près d'une trentaine d'ouvrages, en grande partie publiés chez Bernard Grasset.
Marié à la fille de l'avocat Charles Signoret, celle-ci est l'un des trois rescapés de l'accident de l'hydravion de la compagnie Air Orient reliant Beyrouth à Marseille survenu le 24 avril 1933 à Castrovillari (Calabre) et qui fit cinq morts, dont le jeune millionnaire américain James Van Cleef.

## Œuvre
- Sur trois cordes de balalaïka, nouvelles, Bernard Grasset, 1920.
- Les nocturnes, roman, Bernard Grasset, 1921 ; 2e édition avec des bois de Raymond Renefer, coll. « Le Livre de demain », Fayard, 1930.
- L'Enjoué, roman, Bernard Grasset, 1923 ; 2e édition avec 48 bois de Valentin Le Campion, coll. « Le Livre de demain », Fayard, 1935.
- La Querelle autour du chef-d'œuvre, s. e., 1923.
- Le Fils Chèbre, coll. « Le Roman », B. Grasset, 1923 ; 2e édition avec 30 bois de Valentin Le Campion, coll. « Le Livre de demain », Fayard, 1934.
- L'Adieu nocturne, coll. « L'Alphabet des lettres », À la Cité des livres, 1926.
- La Méridienne, avec des vignettes d'Emmanuel Poirier, B. Grasset, 1926.
- Le Cœur et les Chiffres, roman, gravure sur bois de Henry Gazan, Bernard Grasset, 1927 ; 2e édition avec 44 bois de Jean Lébédeff, coll. « Le Livre de demain », Fayard, 1937.
- De quelques aspects du théâtre en Russie Soviétique, s. e., 1928.
- Le Ménage Herselin, Calmann-Lévy, 1929.
- La Russe, frontispice de H. Libiszewski, coll. « Elles », La Nouvelle Société d'édition, 1929.
- Le Tourmenteur, roman, B. Grasset, 1930 ; 2e édition avec 30 bois de Roger Grillon, coll. « Le Livre de demain », Fayard, 1932.
- Les Cyprès et les Marbres : notes d'un voyage en Grèce, Fayard, 1930.
- La Journée du 6 février, coll. « Les grandes heures », B. Grasset, 1934.
- Voyage au pays des déments, Éditions des Portiques, 1934.
- La Double Affaire du 20 avril, B. Grasset, 1935.
- Les étendards de l'enfer, B. Grasset, 1937.
- Caroline de Brunswick, reine d'Angleterre, 1768-1821, essai, Calmann-Lévy, 1939.
- Seize ans, Grasset, 1928 ; 2e édition illustrée par Claude René Martin, coll. « Le Livre moderne illustré », Ferenczi & fils, 1940.
- Ruggieri, magicien de Catherine de Médicis, biographie, coll. « Vies romanesques », Fernand Sorlot, 1941.
- Jorzac le hanté, roman, couverture de L. Boucher, Plon, 1944.
- Jeanne la Folle : reine, amoureuse, démente, biographie, Nouvelles éditions latines, 1947.
- L'Affaire Victor Noir : un bonaparte en haute cour, s.e., 1965.
- Aux trois magots, roman, couverture de Maurice Henry, B. Grasset, 1957.
- Caroline Mathilde, reine de Danemark, essai, Le Cercle Historia, 1968.